# Muriel Pénicaud
Muriel Pénicaud (n. 31 martie 1955, Versailles, Île-de-France, Franța) este directoare de întreprindere, înalt funcționar public și femeie politician din Franța.
Începând cu anul 2002 a ocupat funcții de conducere în cadrul unor mari companii: director general adjunct al Dassault Systèmes (2002–2008), apoi director general al resurselor umane în cadrul grupului Danone (2008–2014). În 2014 a participat la crearea organizației Business France, pe care a condus-o ca director general până în 2017. În paralel cu aceste activități, a făcut parte din diverse consilii de administrație ale unor companii (Orange, SNCF și Aéroports de Paris), asociații și fundații.
A fost ministru al Muncii din mai 2017 până în iulie 2020, în guvernele Philippe I și II, fiind înlocuită în guvernul Castex de Élisabeth Borne. În septembrie 2020 a fost numită ambasadoare, reprezentantă permanentă a Franței pe lângă Organizația pentru Cooperare și Dezvoltare Economică (OCDE). În anul următor a candidat pentru funcția de director al Organizației Internaționale a Muncii (OIM), însă a fost învinsă de togolezul Gilbert Houngbo.
A fost pusă sub acuzare în octombrie 2023 pentru „complicitate la favorizarea unor interese”, în cadrul afacerii Business France, legată de organizarea unei recepții la Las Vegas în 2016, la cererea lui Emmanuel Macron, pe atunci ministru al Economiei.

## Viața privată

### Familie
Muriel Pénicaud s-a născut la 31 martie 1955, la Versailles. Tatăl ei era consilier financiar (care avea să devină ulterior agent de bursă), iar mama, casnică. A fost crescută într-un mediu burghez, în localitatea Le Chesnay (Yvelines), unde a locuit până la vârsta de 20 de ani. Ulterior, a locuit la Paris, Nancy, Metz, Caen/Hérouville-Saint-Clair, Malakoff și Meudon.
Este divorțată, mamă a doi copii și bunică.

### Formare
Ea și-a urmat studiile la colegiul și liceul Saint-Jean-Hulst, un liceu privat catolic din Versailles.
După obținerea bacalaureatului, ea a urmat cursurile Universității Paris-Nanterre, unde a obținut o licență în istorie în 1975, apoi o diplomă de master în științele educației în 1976. A petrecut opt luni în Canada pentru a studia strategiile educaționale în mediile urbane defavorizate. A intrat în câmpul muncii la vârsta de 21 de ani. La 24 de ani, și-a luat un an sabatic pentru a se implica în diverse proiecte și a călători în jurul lumii.
În 1980, lucrând în același timp, a obținut un Diplôme d'études approfondies (DEA) în psihologie clinică la Universitatea din Strasbourg.
Muriel Pénicaud a urmat, de asemenea, un program de formare pentru conducători, în limba engleză, la Institutul European de Administrare a Afacerilor (INSEAD), în anul 1995.

### Patrimoniu
Ea deține un patrimoniu evaluat la 7,5 milioane de euro la sfârșitul anului 2017, apoi la 6,5 milioane de euro în iulie 2018, potrivit declarației înregistrate de Înaltul Autor pentru Transparența Vieții Publice, fiind astfel cel mai ridicat dintre toți membrii guvernului. Este proprietara unei case în departamentul Hauts-de-Seine, estimată la 1,3 milioane de euro, și a unei alte case în departamentul Somme, evaluată la 340 000 de euro. Acest patrimoniu este completat de contracte de asigurare de viață, instrumente financiare, conturi curente și produse de economisire în valoare totală de aproximativ 5,9 milioane de euro.

## Carieră profesională

### Funcția publică și sectorul privat

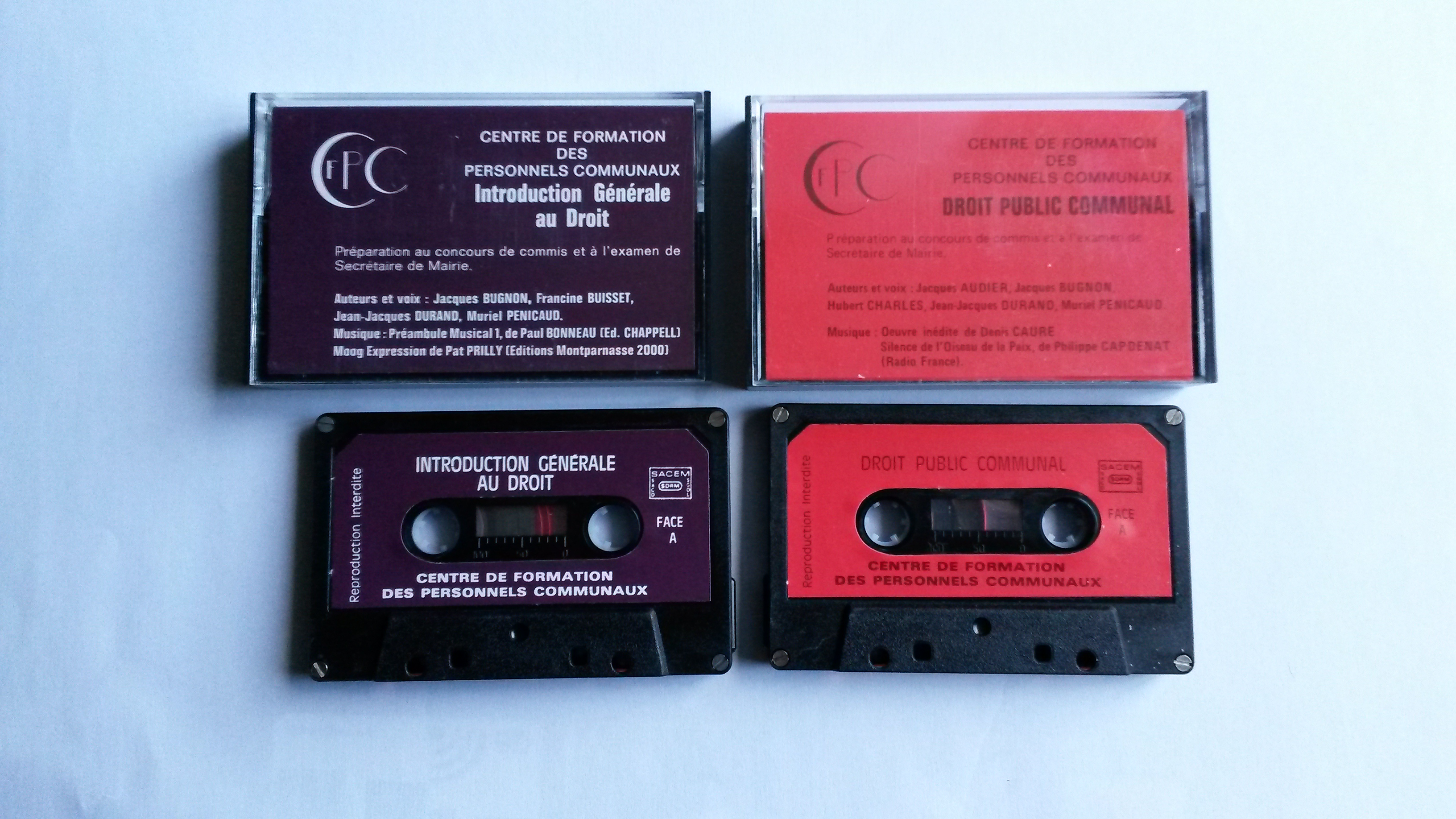
Cursul lui Muriel Pénicaud la CFPC în 1980.

Între 1976 și 1980, Muriel Pénicaud a lucrat la Centrul de formare a personalului comunal, mai întâi la sediul național din Paris, apoi la delegația regională din Lorena, cu sediul la Nancy. Acolo a predat, printre altele, cursuri de „Introducere generală în drept” și „Drept public comunal”. În 1978, a devenit administratoare teritorială. Între 1981 și 1983, a înființat și a condus Centrul lorenez pentru copii și tineret (CLEJ) din Nancy. Din 1983 până în 1985, a condus o misiune locală pentru inserția tinerilor la Metz. În 1985 a fost angajată în Ministerul Muncii, Ocupării Forței de Muncă și Formării Profesionale, unde a ocupat funcții de conducere la nivel regional (directoare regională pentru formarea profesională în Basse-Normandie) și național (adjunctă a directorului pentru formarea profesională). În 1991 a devenit consilieră pentru formare în cadrul cabinetului ministrei Muncii, Martine Aubry. A inițiat, printre altele, programul PAQUE pentru combaterea analfabetismului, a susținut dezvoltarea învățământului profesional dual (apprentissage) și a bilanțurilor de competențe. A rămas în acest post până la alegerile legislative din 1993, care au dus la sfârșitul guvernului Bérégovoy și începutul unei perioade de coabitare.
Între 2010 și 2017, Muriel Pénicaud a fost vicepreședintă a consiliului de guvernanță al Școlii de Drept și Management al Afacerilor din cadrul universității Paris II Panthéon-Assas – Sorbonne Universités, precum și cofondatoare și vicepreședintă a TVDMA, prima televiziune academică de serviciu public dedicată managementului și dreptului afacerilor. Între 2011 și 2014, a fost numită membră a consiliului de administrație al Grupului Orange și președintă a comitetului de guvernanță și responsabilitate socială și de mediu. În această calitate, a câștigat aproximativ 128.000 de euro sub formă de „jetons de présence” (indemnizații pentru participarea la ședințele CA). Între 2013 și 2015, a fost și membră a consiliului de administrație al SNCF și președintă a comitetului pentru transporturi și logistică. Între 2015 și 2017, a făcut parte din consiliul de supraveghere. În 2013–2014, a fost președinta consiliului de administrație al AgroParisTech (Institutul Științelor și Industriilor Vieții și Mediului). În februarie 2010, a fost coautoare, împreună cu Henri Lachmann, Christian Larose și Marguerite Moleux, a raportului adresat prim-ministrului François Fillon intitulat Bunăstare și eficiență la locul de muncă – 10 propuneri pentru îmbunătățirea sănătății mintale la locul de muncă.
Între 2014 și 2017, Muriel Pénicaud a fost membră a consiliului de administrație al Aéroports de Paris. Din același an, este și administratoare a Fundației Bettencourt Schueller.
În martie 2014 a fost numită membră în comitetul de pilotaj al celor 34 de planuri ale Noii Franțe Industriale, aflat sub autoritatea prim-ministrului. Tot în 2014, a devenit președintă a Consiliului Național Educație-Economie (CNEE).
În mai 2014, Muriel Pénicaud a fost numită ambasadoare delegată pentru investiții internaționale, președintă a Agenției Franceze pentru Investiții Internaționale (AFII) și directoare generală a Ubifrance. A fost responsabilă de fuzionarea AFII cu Ubifrance, fuzionare realizată în ianuarie 2015, când a devenit prima directoare generală a Business France, agenție publică națională aflată sub autoritatea miniștrilor Emmanuel Macron (Economie) și Laurent Fabius (Afaceri Externe).
Business France are ca misiune sprijinirea IMM-urilor și a întreprinderilor mijlocii în activitatea de export, atragerea de investiții străine în vederea creării de locuri de muncă și promovarea imaginii economice a Franței la nivel internațional.
Una dintre primele măsuri luate de Pénicaud în această funcție a fost majorarea cu 20% a salariilor directorului financiar, al directorului de resurse umane și al său, salariul ei ajungând astfel la 225.000 de euro anual.
În calitate de directoare generală a Business France, a încredințat organizarea unei recepții în cadrul târgului CES Las Vegas (ianuarie 2016) companiei Havas, fără licitație publică, fapt care a condus la declanșarea afacerii Business France. Mandatul ei la conducerea agenției a fost marcat, de asemenea, de criticile legate de stilul său de management și de numeroase încălcări ale Codului muncii.
Din noiembrie 2022, Muriel Pénicaud face parte din consiliul de administrație al Galileo Global Education.

### Grupul Danone
În 1993, ea a intrat în compania Boussois-Souchon-Neuvesel (BSN), care a devenit una dintre companiile fondatoare ale grupului Danone în anul următor, unde a devenit una dintre responsabilele departamentului de resurse umane al grupului. A părăsit compania în 2002, după ce a ocupat mai multe funcții de conducere succesive: directoare a formării la nivel mondial, directoare pentru dezvoltarea liderilor și directoare pentru dezvoltarea resurselor umane, organizare și knowledge management.
În 2008 a revenit în cadrul grupului Danone, în calitate de membră a comitetului executiv, directoare generală a resurselor umane și a inovației sociale, funcție pe care a ocupat-o până în 2014. Între 2012 și 2014 a încasat peste 4,7 milioane de euro ca remunerație pentru această activitate. Ea contribuie la crearea Fondului de dotare Danone Écosystème și este președinta consiliului de administrație al acestuia între 2009 și 2014. De asemenea, creează Dan’Cares, un sistem de protecție socială pentru cei 100 000 de angajați ai grupului la nivel mondial, o inovație care ar fi inspirat și alte grupuri internaționale. În această perioadă s-a implicat și în lupta împotriva analfabetismului în cadrul întreprinderii. Modul în care a dus această luptă a fost criticat de opozanții săi, care a evidențiat o viziune cantitativă asupra acestei probleme de interes general, axată pe pierderea de talent și costurile financiare ale analfabetismului pentru companii.
În 2010, Muriel Pénicaud co-creează și dezvoltă evenimentul și rețeaua EVE pentru promovarea leadershipului feminin, o inițiativă lansată de Danone în parteneriat cu alte mari companii.

### Inspecția Muncii și Grupul Dassault
Între 2002 și 2008, ea a fost director general adjunct la Dassault Systèmes, membru al Comitetului Executiv, responsabilă cu organizarea, resursele umane și dezvoltarea durabilă. Ea a implementat politicile și sistemele de resurse umane la nivel mondial și a contribuit la numeroase fuziuni și achiziții.
Începând cu anul 2006, ea a fost numită președintă a Institutului Național pentru Muncă, Ocuparea Forței de Muncă și Formarea Profesională (INTEFP), organism de formare a inspectorilor muncii, rezultat din schimbarea denumirii și statutului Școlii inspectorilor și controlorilor muncii de la Marcy-l'Étoile, după ce a fost desemnată de ministrul Muncii, Coeziunii Sociale și Locuinței, Jean-Louis Borloo. Această numire a unei reprezentante patronale, care și-a păstrat funcțiile la Dassault Systèmes, a fost controversată. Sindicatele inspectorilor muncii au denunțat o atingere a independenței și credibilității profesiei lor. Pentru Uniunea Națională a Sindicatelor Autonome (UNSA), „este vorba despre o inspecție a muncii oferită Medef-ului”. Ea a ocupat această funcție până în 2009 și a fost de asemenea membră a Consiliului Superior pentru Dialogul Social.

## Carieră politică

### Ministrul Muncii
Gaspard Gantzer a indicat că Palatul Élysée a luat în considerare, în februarie 2016, numirea sa într-un guvern condus de Emmanuel Macron. Ea a fost numită ministru al Muncii la 17 mai 2017 de către prim-ministrul Édouard Philippe, după alegerea lui Emmanuel Macron. La formarea guvernului Castex în iulie 2020, a fost înlocuită de Élisabeth Borne.

#### Reforma Codului Muncii
Ea a inițiat o primă reformă de restructurare a Codului muncii, al cărei text a fost adoptat la 6 iulie 2017 în comisia pentru Afaceri sociale, și care viza indemnizațiile legale și cele acordate în caz de concediere, negocierile în întreprinderile mici și mijlocii, fuziunea organismelor reprezentative ale personalului, eliminarea unor criterii privind recunoașterea dificultăților legate de condițiile de muncă și modificarea regulilor dialogului dintre companie și sindicate. Proiectul de lege de abilitare „Pentru întărirea dialogului social”, care autoriza guvernul să acționeze prin ordonanțe, a fost adoptat în prima lectură pe 13 iulie în Adunarea Națională, cu 270 de voturi pentru și 50 împotrivă. A fost adoptat pe 27 iulie, tot în prima lectură, și de Senat. După 30 de ore de dezbateri, senatorii au votat cu 186 de voturi pentru și 106 împotrivă. Dintre cele 247 de amendamente analizate, 37 au fost adoptate, inclusiv 6 de la grupul Les Républicains, 5 de la grupul Uniunea Centristă, 6 de la grupul Socialiștilor, 1 de la grupul comuniștilor și cetățenilor și 19 de la Guvern. Deputații și senatorii au ajuns apoi la un acord în comisia paritară la 31 iulie.
Ordonanțele numite «ordonanțele muncii» au fost publicate pe 22 septembrie 2017.

#### Legea „pentru libertatea de a-și alege viitorul profesional”
La 25 octombrie 2017, ministra Muriel Pénicaud a lansat o a doua reformă a modelului social francez, denumită legea „pentru libertatea de a-și alege viitorul profesional”. Cu această ocazie, ea a prezentat foaia de parcurs și calendarul reformelor în domeniul învățământului profesional și al formării profesionale. Proiectul de lege a fost adoptat definitiv pe 1 august 2018.
Această reformă în sine, precum și mai multe declarații ale lui Muriel Pénicaud și cifrele pe care le avansează pentru a o justifica, au făcut obiectul unor critici. Sindicatele au denunțat „o reformă drastică” care provoacă „un recul major pentru persoanele aflate în căutarea unui loc de muncă”. Ele consideră că Muriel Pénicaud minimizează impactul reformei (600.000 până la 700.000 de persoane afectate conform afirmațiilor Muriel Pénicaud, cifre contestate de sindicate care se bazează, printre altele, pe un document de lucru al Unédic ce menționează un impact asupra a 1,2 milioane de persoane).

##### Indicele Pénicaud
Inclus în legea „Liberté de choisir son avenir professionnel” adoptată în 2018, decretul privind modalitățile de aplicare și calcul al Indexului egalității femei-bărbați în întreprinderi (denumit Index Pénicaud) a fost publicat în Jurnalul Oficial în ianuarie 2019.
Indexul Pénicaud, care se aplică tuturor întreprinderilor cu cel puțin 50 de angajați, le obligă pe acestea să calculeze indicele de egalitate între femei și bărbați în cadrul organizației lor, folosind mai mulți indicatori, și să publice rezultatul. Publicarea rezultatelor din 2019 și 2020 arată o progresie: ponderea întreprinderilor care nu respectă obligația de a crește salariul tuturor femeilor la întoarcerea din concediul de maternitate (indicatorul 4) a scăzut de la o treime în 2019, la una din zece în 2020.

##### Mon compte Formation (română: Contul meu de antrenament)
Prevăzută de legea din 5 septembrie 2018 privind libertatea de a-și alege viitorul profesional, aplicația „Mon Compte Formation” a fost lansată în noiembrie 2019 de Muriel Pénicaud și Édouard Philippe. Aceasta permite fiecărei persoane să se înscrie direct la o sesiune de formare profesională, fără intermediar.
Aplicația a fost descărcată de 1,88 milioane de ori în primul an și a permis accesul unui public mai diversificat.
Potrivit Caisse des Dépôts, lansarea aplicației ar fi favorizat scăderea prețurilor pentru cursurile de formare profesională.

#### Directiva privind lucrătorii detașați
La 23 octombrie 2017, în cadrul Consiliului European, ministrul Muncii a susținut strategia unei „Europe care protejează”
. Miniștrii europeni ai Muncii și ai Afacerilor Sociale s-au reunit la Luxemburg pe 23 octombrie 2017 și au convenit asupra revizuirii directivei privind lucrătorii detașați.
Acest acord, care susține principiul „salariu egal pentru muncă egală” (luând în considerare toate elementele remunerației), întărirea luptei împotriva abuzurilor și fraudei, precum și durata detașării limitată la 12 luni, a intrat în vigoare la 30 iulie 2020.

### Ambasadoare la OCDE, apoi reconversie în sectorul privat
Pe 26 august 2020, ea a fost numită ambasadoare, reprezentant permanent al Franței pe lângă Organizația pentru Cooperare și Dezvoltare Economică (OCDE), succedându-i lui Jean-Pierre Jouyet.
În mai 2021, ea a publicat o carte, Pousser les murs (edițiile de l’Observatoire), în care dezvăluie pe scurt că a suferit de cancer la tiroidă în timp ce era ministru. Ea precizează: „Nu m-a împiedicat absolut deloc să-mi fac treaba și nu voiam să se schimbe felul în care oamenii mă privesc”.
Toamna anului 2021, ea și-a anunțat candidatura pentru funcția de director al Organizației Internaționale a Muncii (OIM). În cele din urmă, Gilbert Houngbo a fost ales pentru acest post la 25 martie 2022.
Ea a cedat funcția la sfârșitul anului 2022 în favoarea Améliei de Montchalin, și ea fostă membră a guvernului, și s-a alăturat consiliului de administrație al companiei Manpower, o multinațională specializată în consultanță în domeniul resurselor umane.
La sfârșitul anului 2022, ziarul Libération a dezvăluit că fosta ministră a Muncii a intrat în consiliul de administrație al Galileo Global Education, un important grup de învățământ superior privat (care desfășoară, de altfel, și activități de lobby), grup ce a cunoscut o creștere exponențială datorită „legii Pénicaud” din 2018 privind formarea profesională. În noiembrie 2023, unitatea de investigații a Radio France a dezvăluit că mai multe școli din acest grup (liderul sectorului, cu 27.000 de studenți în regim de învățământ dual, repartizați în 43 de instituții), precum și INSEEC Business School, le cer cursanților taxe de înscriere, deși, conform Codului muncii, aceștia ar trebui să beneficieze de o formare gratuită.

## Afaceri Juridice

### Business France
Din ianuarie 2015 până în mai 2017, Muriel Pénicaud a fost directoarea generală a Business France, agenția națională dedicată internaționalizării economiei franceze. În martie 2017, Parchetul din Paris a deschis o anchetă preliminară care vizează această agenție. Ancheta privește organizarea unei seri de promovare a start-up-urilor franceze la hotelul The Linq, în jurul lui Emmanuel Macron, pe atunci ministru al Economiei, la Las Vegas, pe 6 ianuarie 2016, în marja târgului Consumer Electronics Show (CES), eveniment a cărui organizare a fost încredințată companiei Havas fără licitație publică, ceea ce contravine legislației.
Parchetul din Paris a deschis în iulie 2017 o informație judiciară pentru favoritism și tăinuire de favoritism. Dosarul a fost încredințat judecătorului Renaud Van Ruymbeke.
Ea a fost convocată pe 22 mai 2018 de către un judecător de instrucție responsabil cu cazul, în vederea unei audieri în calitate de martor asistat.
Un audit realizat de Ernst & Young în iulie 2016 a concluzionat totuși că «nu a fost identificată nicio implicare personală» a lui Muriel Pénicaud în atribuirea acestui contract.
Stilul său de conducere este, de altfel, criticat de unii angajați ai Business France, care denunță hărțuirea, mai multe plecări ale unor cadre, precum și un management bazat pe stres și de natură autoritară. Fosta directoare de resurse umane a Business France ar fi amenințat că va depune plângere pentru hărțuire, înainte ca instituția să-i propună o compensație financiară pentru a evita un proces. Un angajat acuză conducerea că ar fi acționat pentru a mușamaliza o afacere stânjenitoare pentru ministră.
La 20 decembrie 2017, publicația Le Canard enchaîné a dezvăluit că au fost constatate 671 de încălcări ale Codului muncii în cadrul agenției Business France, în perioada în care Muriel Pénicaud conducea instituția publică. Potrivit succesorului ei, Christophe Lecourtier, nu exista încă un proces-verbal definitiv în această privință.
Ea a fost pusă sub acuzare în octombrie 2023 pentru „complicitate la favoritism”, în cadrul anchetei privind o seară organizată la Las Vegas în ianuarie 2016, la cererea lui Emmanuel Macron. La sfârșitul lunii decembrie, Muriel Pénicaud a reacționat la anunțul privind inculparea sa, declarând pentru AFP că „nu are nimic să-și reproșeze, pur și simplu”.

### Creative France
În iulie 2018, mai mulți magistrați au solicitat procurorului deschiderea unei anchete judiciare în dosarul „Creative France”, în care o suspectau pe Muriel Pénicaud de favoritism în favoarea, din nou, a companiei Havas.
Contractul astfel atribuit ar fi adus companiei însărcinate cu realizarea unor spoturi publicitare care promovau atractivitatea Franței în străinătate suma de 13,2 milioane de euro. Muriel Pénicaud a declarat în fața judecătorilor că nu cunoștea „pe nimeni de la Havas” și, cu atât mai puțin, pe Stéphane Fouks, vicepreședintele companiei, afirmație contrazisă de anchetă, care a avut acces la e-mailuri în care cei doi se tutuiesc, iar ea îi scrie secretarei sale: „Am întâlnire cu Fouks, nu trebuie să figureze în agenda mea și nu trebuie să se afle.”
În corespondența abundentă (inclusiv nocturnă) dezvăluită de anchetă figurează, de exemplu, un e-mail datat 3 iunie 2015 (cu o zi înainte de audierea candidaților selectați pentru proiectul Creative France), în care scria: „Stéphane, sună-mă pe mobil, e urgent!” Câteva luni după atribuirea contractului, Pénicaud îi solicită lui Stéphane Fouks un loc de muncă la Havas pentru nepotul său.

## Controverse

### Întrebări despre imparțialitatea sa în funcție
Muriel Pénicaud a ocupat funcții importante în mai multe mari companii franceze controversate, ceea ce a stârnit îngrijorări în rândul unor comentatori cu privire la imparțialitatea sa ca ministru față de aceste companii. Îngrijorarea este și mai mare dacă se ia în considerare faptul că, dintre cei nouă consilieri ai cabinetului său ministerial, patru sunt foști „lobbyiști” profesioniști, anterior membri ai unor organizații patronale și sindicale.
Conform declarației făcute la Înaltul Autoritate pentru Transparența Vieții Publice (HATVP) în 2018, Muriel Pénicaud dispunea de un patrimoniu de aproximativ 7,5 milioane de euro în momentul în care a intrat în guvernul lui Emmanuel Macron, ceea ce o făcea datornică impozitului de solidaritate asupra averii, impozit care a fost desființat șase luni mai târziu și înlocuit cu impozitul pe averea imobiliară, pe care nu l-a plătit datorită unei deduceri de 30% aplicate asupra reședinței sale principale.

### Impozitare
Muriel Pénicaud a înființat în 2012 fundația Sakura, în care a investit 670.000 de euro, sumă deductibilă fiscal în proporție de 66%, cu condiția ca fondul să finanțeze „proiecte de interes general” în domeniul mecenatului artistic. Acest fond servește de fapt pentru a finanța un centru de artă administrat de fosta sa colaboratoare Marie-Solange Dubès, care expune, printre altele, fotografiile realizate de Muriel Pénicaud, precum și o revistă ce publică cărțile lui Muriel Pénicaud, scrise sub pseudonimul „Julia J. Joy”.

### Danone: profit obținut în urma unui plan de concedieri
În 2013, Muriel Pénicaud, pe atunci directoare de resurse umane a grupului Danone, și-a vândut opțiunile pe acțiuni primite în 2009, realizând astfel un profit de 1,13 milioane de euro, din care aproximativ 280.000 € corespund creșterii valorii acțiunilor grupului începută la începutul anului 2013, odată cu anunțul privind desființarea a 900 de posturi de cadre în Europa.

### Concedierile angajaților sindicalizați
În martie 2018, Mediapart a relatat că Muriel Pénicaud a aprobat concedierea unuia dintre liderii sindicatului SUD de la La Poste, Gaël Quirante, deși procedura fusese refuzată de patru ori de către inspecția muncii, care a considerat că faptele reproșate lui Gaël Quirante nu erau suficient de grave pentru a justifica concedierea și că aceasta era legată de activitățile sale sindicale. Pentru persoana în cauză, „Este o decizie politică […] Există o dorință de a înăbuși punctele de rezistență dintr-o companie care dorește să înmulțească concedierile”
În mai 2019, ea a autorizat concedierea reprezentanților sindicali sau a delegaților personalului de la fabrica Whirlpool din Amiens, închisă cu un an înainte, ca parte a relocării acesteia în Polonia.

### Cifrele asigurării de șomaj
În martie 2019, datele pe care Muriel Pénicaud le-a folosit pentru a-și fundamenta reforma asigurărilor de șomaj au fost puternic contestate. În timp ce aceasta a susținut că unul din cinci șomeri primește o indemnizație de șomaj mai mare decât salariul său, un studiu realizat de Unédic și preluat de mai multe media a arătat o cifră de cinci ori mai mică.
Totuși, un studiu public realizat de Pôle Emploi și publicat la acea vreme a confirmat cifra avansată de ministră. Diferența dintre cifre pare să se explice prin metoda de calcul: Unédic și-ar fi limitat studiul la persoanele aflate în căutarea unui loc de muncă care au lucrat în ultimele 12 luni, în timp ce studiul Pôle Emploi ia în considerare solicitanții de locuri de muncă care au lucrat în ultimii 24 de luni.
În iunie 2019, Autoritatea pentru statistică publică a observat că acest indicator a ocupat un loc important în descrierea modului de funcționare a sistemului de indemnizare a șomajului în Franța, în timp ce această „informație publicată de Pôle emploi rămâne minimă”, subliniază instituția. Ea a anunțat că va efectua un audit al INSEE și al Consiliului Național pentru Informații Statistice cu privire la ceea ce califică drept o „polemică”.

### Consiliul de administrație al Forumului de la Davos
La 15 noiembrie 2019, Muriel Pénicaud a fost numită, cu titlu benevol, în Consiliul de administrație al Forumului de la Davos. Ea și-a actualizat declarația de interese la Înaltul Autor pentru transparența vieții publice (HATVP), care îi cere să renunțe la această funcție de administrator, în temeiul articolului 10 din legea din 2013. Muriel Pénicaud „a luat act” de deliberarea HATVP și a declarat că motivația sa de a accepta acest mandat benevol a fost aceea de a apăra un „capitalism mai responsabil”.

### Președinția asociației AWARE
În martie 2021, Muriel Pénicaud a fost anunțată ca noua președintă a asociației Archives of Women Artists, Research and Exhibitions (AWARE), o organizație care avea ca scop reabilitarea artistelor subreprezentate în istoria artei, în lucrările de specialitate, expoziții și colecțiile muzeelor. Cu o zi înainte de publicarea unei tribune pe site-ul Mediapart, pe 22 martie, semnată de 260 de personalități din lumea culturală împotriva alegerii sale, ea și-a anunțat demisia pe 21 martie.
Colectivul semnatar a declarat, în respectiva tribune, că a vizat exclusiv conducerea asociației, responsabilă de această numire, și a formulat următoarele acuzații la adresa lui Muriel Pénicaud: „Pe lângă lipsa sa de legitimitate și de expertiză pentru domeniul nostru de activitate, ea a fost suspectată de favoritism, delict de inițiat și conflicte de interese. În plus, Muriel Pénicaud a promovat măsuri și acțiuni care au accentuat precarizarea muncii și a lucrătorilor, atât în activitatea sa de femeie politică, cât și în cea de conducătoare de întreprindere și funcționar de stat.”
În comunicatul său de demisie, Muriel Pénicaud și-a exprimat regretul pentru ceea ce a considerat a fi instrumentalizarea unor false controverse legate de funcțiile sale politice anterioare, fără legătură cu angajamentul său asociativ.

### Candidatură pentru postul de Director General al OIM
În septembrie 2021, executivul francez a propus candidatura lui Muriel Pénicaud pentru funcția de directoare generală a Organizației Internaționale a Muncii (OIM). Anumiți aleși și sindicaliști s-au opus acestei candidaturi, considerând-o nepotrivită din cauza unor acțiuni și poziții anterioare ale fostei ministre. Un articol semnat de un colectiv format din Mathilde Panot, Thomas Portes și Anthony Smith, lider sindical în cadrul Ministerului Muncii și fost inspector al muncii, a fost publicat pe site-ul publicației L’Humanité, exprimându-se împotriva numirii lui Muriel Pénicaud în această funcție.

## Decorații
- 2020:  Comandant al Ordinului Regal al Stelei Polare